# سنونو الجرف الأوراسي
سنونو الجرف أوراسي (الاسم العلمي: Hirundo rupestris) أو (الاسم العلمي: Ptyonoprogne rupestris) (بالإنجليزية: Eurasian Crag Martin)‏ هو طائر ينتمي إلى سنونو (فصيلة: Hirundinidae).